# ロワール県
ロワール県（ロワールけん、Loire）は、フランスのオーヴェルニュ＝ローヌ＝アルプ地域圏の県。名称は県を南から北に100kmにわたって流れるロワール川に由来する。県民を指す名称はリジェリアン（Ligériens）という。これはガリア語とラテン語でロワール川のことをLigerと呼んだためである。

## 地理
ローヌ県、イゼール県、アルデシュ県、オート＝ロワール県、ピュイ＝ド＝ドーム県、アリエ県、ソーヌ＝エ＝ロワール県と接している。
ロワール川の流域は県面積の80%以上を占めており、周囲の山から流れ出る支流の水を受け入れている。県南東部のローヌ川流域にはピラ山地からの水が流れ出している。
県西部にあるフォレ山地は、地元ではソワール山地（montagnes du Soir）と呼ばれ、ローヌ＝アルプ地域圏とオーヴェルニュ地域圏との境界そして往来の場所となっている。フォレの山並みは、ピエール・シュル・オートの山頂で標高1634mに達し、この地点は県最高地点となっている。
県の南北の距離は136kmあまりあるが、県の東西は反対に50km程度しかない。
ロワール県の気候は半大陸性気候である。標高の対比、斜面の露出、緯度の微妙な延伸によって誘発され、山地、平野、ローヌ川台地によって違いがある。

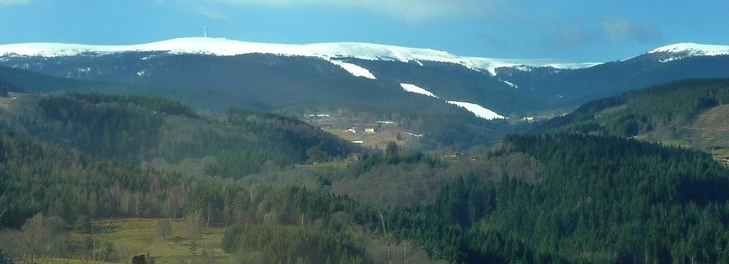
ピエール・シュル・オート

## 歴史

ロワール県を構成する旧州

フランス革命中の1793年、それまでのローヌ＝エ＝ロワール県をローヌ県とロワール県に分割して新設された。県の中心をなすのはかつてのフォレ州（fr）である。
1815年6月のワーテルローの戦いで第七次対仏大同盟が勝利した後、県はオーストリア軍によって1818年11月まで占領されていた。

## 人口統計
19世紀初頭、ロワール県は大都市のない農村県であった。実際、1800年代のサンテティエンヌには25000人ほどの人口しかなかった。しかし、産業革命がロワール県で活発化し、近接する県からの人口流入（特にオーヴェルニュとアルデシュ県）が起き、人口爆発の原因となった。1970年代から1980年代、鉱山閉鎖や工業化によって人口増加は鈍化し始める。1990年代、工業化の加速と、産業の転換の困難さから人口が減少した。1999年以来、サンテティエンヌとロアンヌの都市圏は人口を失い続けたが、少し前に行われた国勢調査ではその影響がわずかしか見られない。農村地帯での人口増加、主としてフォレ平野での主要コミューンにおける躍動的な人口増加によって、県全体としてわずかに増加が見られた（1999年から2009年までに約18000人の増加、全体で0.25%プラス）。しかし、2015年1月1日に公表された2012年の人口を見ると、ロワール県はオート＝アルプ県に抜かれて、地域圏内第3位の人口を持つ県の地位を失った。
| 1801年  | 1851年  | 1901年  | 1936年  | 1946年  | 1968年  | 1982年  | 1990年  | 1999年  | 2009年  | 2010年  | 2012年  |
| ------- | ------- | ------- | ------- | ------- | ------- | ------- | ------- | ------- | ------- | ------- | ------- |
| 290,903 | 473,000 | 647,633 | 650,000 | 631,591 | 722,000 | 739,521 | 746,288 | 728,524 | 746,115 | 748,947 | 753,763 |

## 主要コミューン
| コミューン                       | 人口 2007 | 変遷 2007/1999 | コミューン                     | 人口 2007 | 変遷 2007/1999 |
| -------------------------------- | --------- | -------------- | ------------------------------ | --------- | -------------- |
| サンテティエンヌ                 | 175,318   | -2,8 %         | ラ・リカマリー                 | 7,932     | -6,2 %         |
| ロアンヌ                         | 35,750    | -8 %           | ソルビエール                   | 7,581     | 2,8 %          |
| サン＝シャモン                   | 35,414    | -5,2 %         | マブリー                       | 7,496     | == -1,8 %      |
| フィルミニー                     | 17,568    | -8,9 %         | フール                         | 7,376     | -3,8 %         |
| モンブリゾン                     | 15,010    | 2,8 %          | ル・コトー                     | 7,040     | -4,6 %         |
| サン＝ジュスト＝サン＝ランベール | 14,541    | 10,3 %         | ラ・タローディエール           | 6,377     | -4,7 %         |
| リヴ・ド・ジエ                   | 14,518    | == 0,9 %       | サン・プリエスト・アン・ジャレ | 6,050     | 4,1 %          |
| ル・シャンボン・フジュロル       | 12,921    | -8,2 %         | サン・ジャン・ボヌフォン       | 6,030     | == -1 %        |
| リオルジュ                       | 10,332    | 2,6 %          | サン＝ガルミエ                 | 5,659     | 6,8 %          |
| ロシュ・ラ・モリエール           | 10,214    | == 1,4 %       | サン・ジュネスト・レルプ       | 5,547     | -2,4 %         |
| アンドレジュー・ブテオン         | 9,549     | 4,4 %          | シュリー・ル・コンタル         | 5,329     | 11 %           |
| ユニウー                         | 8,485     | == 1,7 %       | シャゼル＝シュル＝リヨン       | 5,074     | 5,5 %          |
| ヴォーシュ                       | 8,307     | 3,1 %          | ラ・グラン・クロワ             | 5,027     | == 1,1 %       |
| ヴィラール                       | 7,999     | -5,8 %         |                                |           |                |
| Source : Insee                   |           |                |                                |           |                |

## 政治
ロワール県は、多くの場合サンテティエンヌやロアンヌの都市圏で選挙で争われているが、むしろ右派志向の県である。都市部と対照的なのが、伝統的に労働者のいる農村地域では左派への投票が多い。
1990年代、国民戦線が好成績を残した。2002年フランス大統領選挙において、ロワール県では党首ジャン・マリー・ル・ペンが首位となった。2008年フランス地方選挙では左派が主流となった。しかし2014年フランス地方選挙以来、県主要都市での傾向が反転し、右派の首長が増えた。

## 言語
県には伝統言語が2種類ある。ほぼ全県で話されるフランコプロヴァンサル語、西部および南部の県境で話されるオック語である。オイル語は話されていない。ロワール県とソーヌ＝エ＝ロワール県の境がオイル語の南端の限界線であるとされている。
20世紀初頭から、中央政府はフランス語を唯一の国語として教育の現場に課している。

## 関係者
- 出身者

- アラン・プロスト - 元レーシングドライバー
- ニコラ・プロスト - レーシングドライバー、アランの子

## ギャラリー

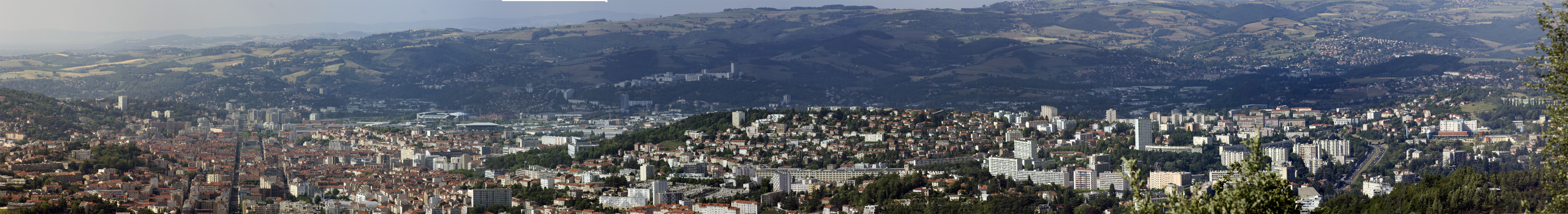
サンテティエンヌ
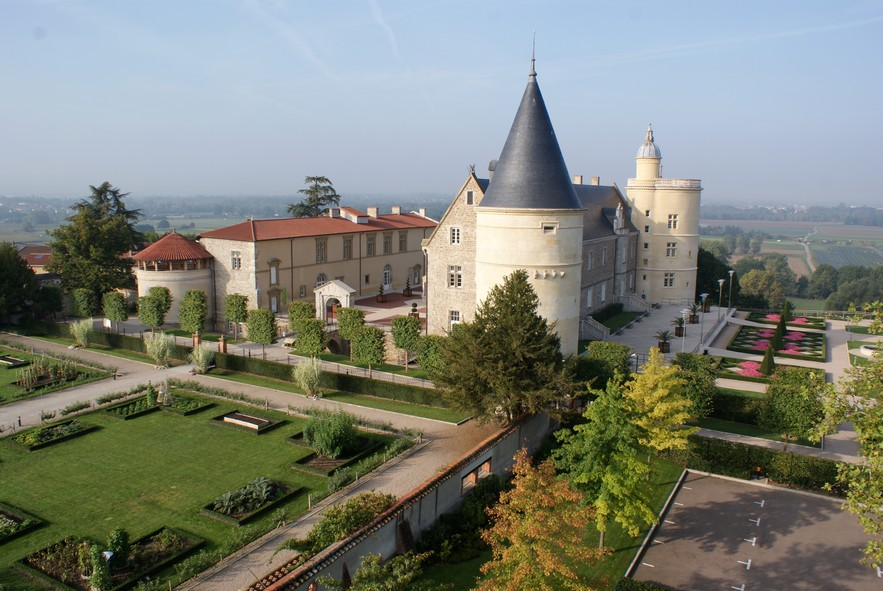
ブテオン城
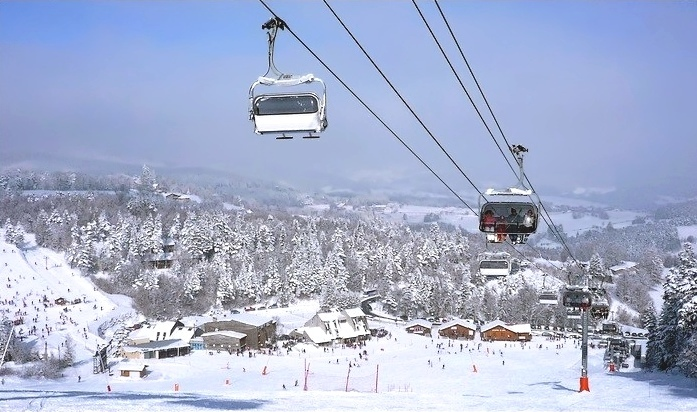
シャルマゼルのスキー場
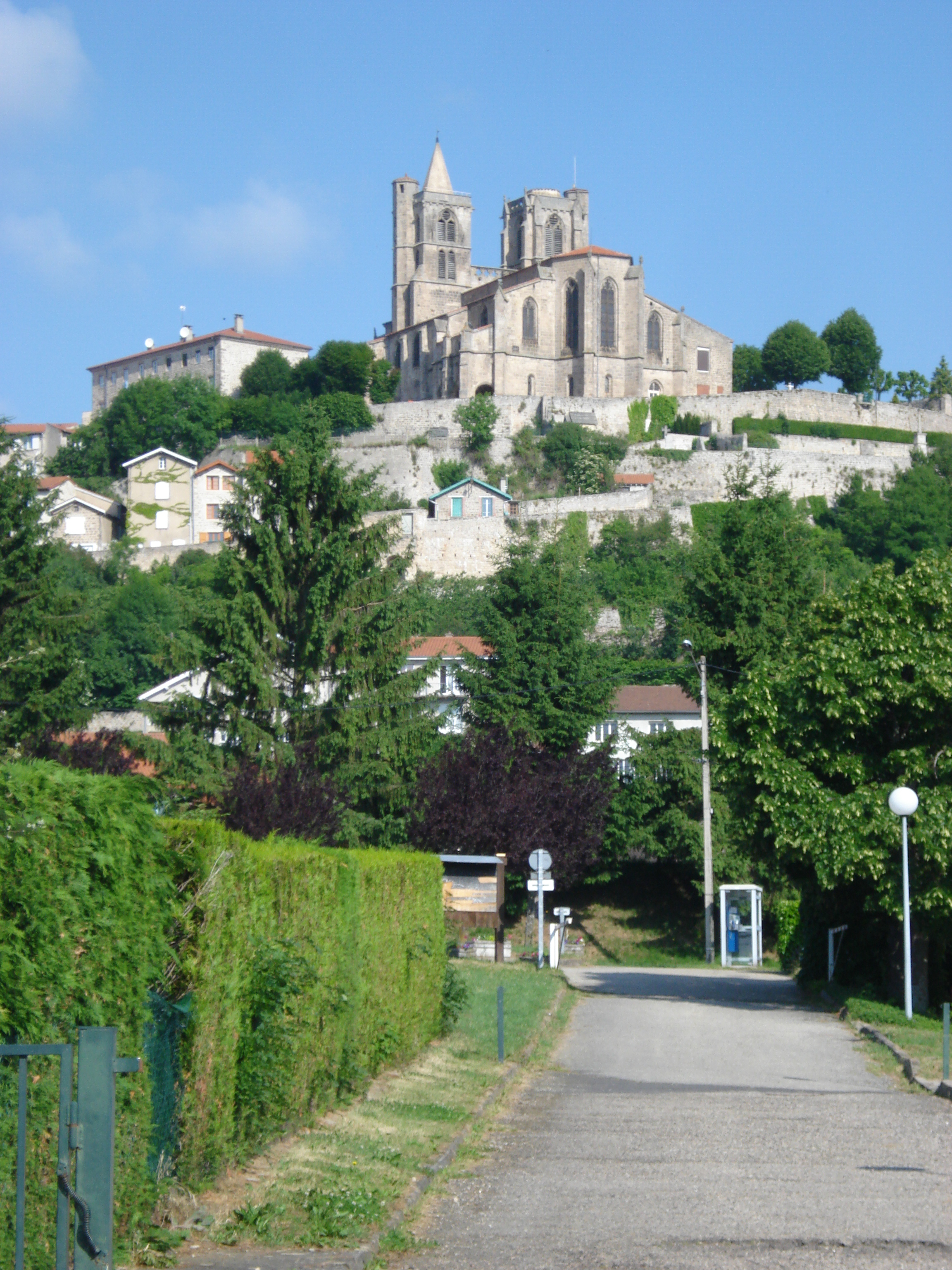
サン・ボネ・ル・シャトー
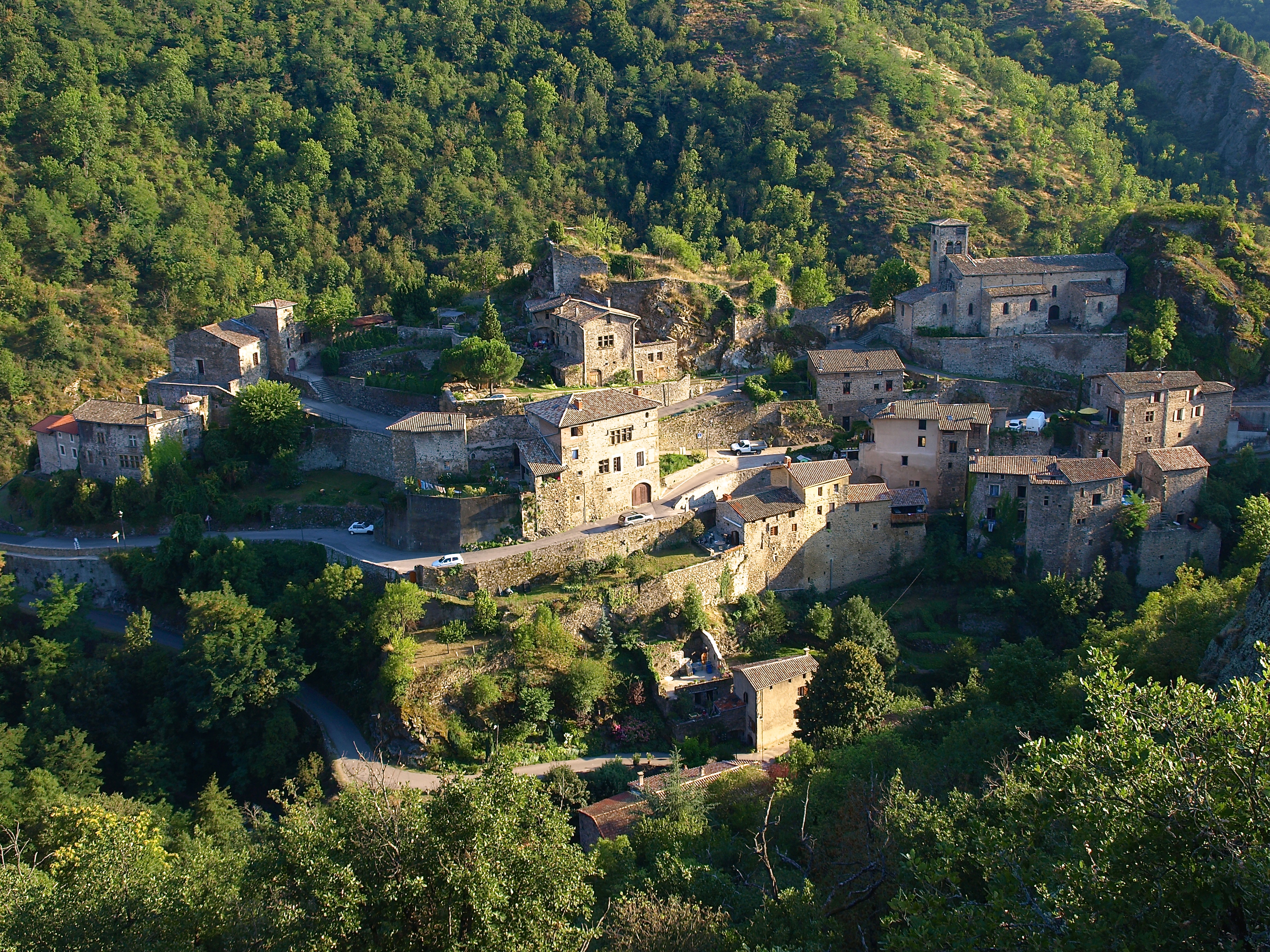
マルヴァル